# Offenbüttel
Offenbüttel – miejscowość i gmina w Niemczech, w kraju związkowym Szlezwik-Holsztyn, w powiecie Dithmarschen, wchodzi w skład urzędu Mitteldithmarschen.